# All a Bir-r-r-rd
All a Bir-r-r-rd is een Amerikaanse Looney Tunes korte film uit 1950.

## Verhaal
Sylvester, Tweety en een bulldog zijn de passagiers van een trein. Tijdens een van de vergeefse pogingen van Sylvester om Tweety te vangen stuit hij op een bulldog en een conducteur die hem dat zeer kwalijk nemen.

## Rolverdeling
| Acteur        | Personage                           | Opmerkingen |
| ------------- | ----------------------------------- | ----------- |
| Mel Blanc     | Sylvester/Tweety/Conducteur/Bulldog | Stem        |
| Bea Benaderet | Grootmoeder                         | Stem        |